# 부르봉 공작

부르봉 공작의 문장

부르봉 공작(Duc de Bourbon)은 프랑스의 작위이다. 14세기 초 클레르몽 백작 로베르 드 프랑스와 부르봉 영지의 상속자이던 부르고뉴의 베아트리스의 장자를 위해 만들어졌다. 1416년에 발루아 가의 장의 사망으로, 부르봉 공작들은 오베르뉴 공작도 겸임하였다.
1527년에 본가가 단절됐음에도, 라마르슈방돔(La Marche-Vendome) 방계 가문은 부르봉 가문으로서 프랑스 왕위를 계승해냈고, 이후 유럽의 다른 왕국과 공국들에도 그들의 후손들이 퍼져나갔다. 현재 이 작위는 프랑스 왕가의 아들들과 몇몇 콩데 공작들에게 주어진다.

## 역대 부르봉 공작

1327년부터 1410년까지 부르봉 공작 문장

1410년부터 1523년까지 부르봉 공작 문장

## 작위
1. 1327–1342 : 루이 1세 드 부르봉
2. 1342–1356 : 피에르 1세 드 부르봉
3. 1356–1410 : 루이 2세 드 부르봉
4. 1410–1434 : 장 1세 드 부르봉
5. 1434–1456 : 샤를 1세 드 부르봉
6. 1456–1488 : 장 2세 드 부르봉
7. 1488–1488 : 샤를 2세 드 부르봉 - 추기경이자 리옹의 대주교
8. 1488–1503 : 피에르 2세 드 부르봉
9. 1503–1521 : 쉬잔 드 부르봉
10. 1505–1523 : 샤를 3세 드 부르봉 - 몽팡시에 백작이자 오베르뉴의 도팽

역사 대부분 동안, 부르봉 공작들은 왕가인 발루아 가의 친척들과 밀접한 동맹사이였다. 이를 통해 그들은 동등한 명성으로 지위를 유지할 수 있었다. 백년 전쟁 기간에는 잉글랜드를 상대로 싸웠고, 아르마냐크-부르고뉴 내전 때는 아르마나크 파에 가담했다.
피에르 2세와 루이 11세의 딸이기도 했던 그의 부인 안 드 프랑스는 쉬잔만이 유일하게 생존한 자식이였다. 그들은 루이 12세로부터 승인을 받아 그녀를 후계자로 만들었다. 차세대 부르봉 가문의 본가가 되는 부르봉몽팡시에 분가로 알려진 안은 몽팡시에 백작 샤를에게 그녀의 딸을 시집보냈다. 이 결혼으로 부르봉 가문의 방대한 재산을 통합시켜냈다. 하지만 이 계획은 쉬잔이 아이를 두지 못 하고 사망하면서 실패하고 말았고, 프랑스 왕 프랑수아 1세의 어머니인 루이즈 드 사부아가 혈육상 가깝다는 이유로 그녀가 상속할 것을 주장하였다. 루이즈는 이 일을 평화롭게 해결하기 위해 부르봉 공작 샤를 3세와 혼인할 것을 제안했다. 그러나 루이즈의 나이는 45세로 너무 나이가 많았기에, 부르봉 공작은 모욕적인 언사와 함께 거절하였다. 프랑수아 1세 왕은 어머니 루이즈의 편을 들었고, 부르봉 공작은 신성 로마 제국 황제와 잉글랜드의 왕과 함께 음모에 착수하였다. 이것이 발각되면서, 샤를 3세는 1523년에 그의 작위와 재산들을 압류당했다. 1527년에 그가 사망하면서 부르봉몽팡시에 가문의 남계는 단절되고 말았다. 다음 본가인 부르봉방돔(방돔 공작가) 가문은 그 몰수당한 재산을 상속하는 것이 허락되지 않았다.
|  |  | 부르봉 가문   |               |               |               |               |               |  |  |                   |                   |                   |                   |                   |                   |  |  |                      |                      |                      |                      |                      |                      |  |  |                 |                 |                 |                 |                 |                 |  |  |  |  |  |  |  |  |  |  |  |  |  |  |  |  |  |  |  |  |  |  |  |  |  |  |  |  |
|  |  |               |               |               |               |               |               |  |  |                   |                   |                   |                   |                   |                   |  |  |                      |                      |                      |                      |                      |                      |  |  |                 |                 |                 |                 |                 |                 |  |  |  |  |  |  |  |  |  |  |  |  |  |  |  |  |  |  |  |  |  |  |  |  |  |  |  |  |
|  |  |               |               |               |               |               |               |  |  |                   |                   |                   |                   |                   |                   |  |  |                      |                      |                      |                      |                      |                      |  |  |                 |                 |                 |                 |                 |                 |  |  |  |  |  |  |  |  |  |  |  |  |  |  |  |  |  |  |  |  |  |  |  |  |  |  |  |  |
|  |  | 부르봉 공작   | 부르봉 공작   | 부르봉 공작   | 부르봉 공작   | 부르봉 공작   | 부르봉 공작   |  |  | 부르봉라마르슈 가 | 부르봉라마르슈 가 | 부르봉라마르슈 가 | 부르봉라마르슈 가 | 부르봉라마르슈 가 | 부르봉라마르슈 가 |  |  |                      |                      |                      |                      |                      |                      |  |  |                 |                 |                 |                 |                 |                 |  |  |  |  |  |  |  |  |  |  |  |  |  |  |  |  |  |  |  |  |  |  |  |  |  |  |  |  |
|  |  | 부르봉 공작   | 부르봉 공작   | 부르봉 공작   | 부르봉 공작   | 부르봉 공작   | 부르봉 공작   |  |  | 부르봉라마르슈 가 | 부르봉라마르슈 가 | 부르봉라마르슈 가 | 부르봉라마르슈 가 | 부르봉라마르슈 가 | 부르봉라마르슈 가 |  |  |                      |                      |                      |                      |                      |                      |  |  |                 |                 |                 |                 |                 |                 |  |  |  |  |  |  |  |  |  |  |  |  |  |  |  |  |  |  |  |  |  |  |  |  |  |  |  |  |
|  |  |               |               |               |               |               |               |  |  |                   |                   |                   |                   |                   |                   |  |  |                      |                      |                      |                      |                      |                      |  |  |                 |                 |                 |                 |                 |                 |  |  |  |  |  |  |  |  |  |  |  |  |  |  |  |  |  |  |  |  |  |  |  |  |  |  |  |  |
|  |  | 몽팡시에 백작 | 몽팡시에 백작 | 몽팡시에 백작 | 몽팡시에 백작 | 몽팡시에 백작 | 몽팡시에 백작 |  |  | 라마르슈 백작     | 라마르슈 백작     | 라마르슈 백작     | 라마르슈 백작     | 라마르슈 백작     | 라마르슈 백작     |  |  | 방돔 백작            | 방돔 백작            | 방돔 백작            | 방돔 백작            | 방돔 백작            | 방돔 백작            |  |  | 부르봉카랑시 가 | 부르봉카랑시 가 | 부르봉카랑시 가 | 부르봉카랑시 가 | 부르봉카랑시 가 | 부르봉카랑시 가 |  |  |  |  |  |  |  |  |  |  |  |  |  |  |  |  |  |  |  |  |  |  |  |  |  |  |  |  |
|  |  | 몽팡시에 백작 | 몽팡시에 백작 | 몽팡시에 백작 | 몽팡시에 백작 | 몽팡시에 백작 | 몽팡시에 백작 |  |  | 라마르슈 백작     | 라마르슈 백작     | 라마르슈 백작     | 라마르슈 백작     | 라마르슈 백작     | 라마르슈 백작     |  |  | 방돔 백작            | 방돔 백작            | 방돔 백작            | 방돔 백작            | 방돔 백작            | 방돔 백작            |  |  | 부르봉카랑시 가 | 부르봉카랑시 가 | 부르봉카랑시 가 | 부르봉카랑시 가 | 부르봉카랑시 가 | 부르봉카랑시 가 |  |  |  |  |  |  |  |  |  |  |  |  |  |  |  |  |  |  |  |  |  |  |  |  |  |  |  |  |
|  |  |               |               |               |               |               |               |  |  |                   |                   |                   |                   |                   |                   |  |  |                      |                      |                      |                      |                      |                      |  |  |                 |                 |                 |                 |                 |                 |  |  |  |  |  |  |  |  |  |  |  |  |  |  |  |  |  |  |  |  |  |  |  |  |  |  |  |  |
|  |  |               |               |               |               |               |               |  |  |                   |                   |                   |                   |                   |                   |  |  | 부르봉방돔 가        | 부르봉방돔 가        | 부르봉방돔 가        | 부르봉방돔 가        | 부르봉방돔 가        | 부르봉방돔 가        |  |  | 몽팡시에 공작   | 몽팡시에 공작   | 몽팡시에 공작   | 몽팡시에 공작   | 몽팡시에 공작   | 몽팡시에 공작   |  |  |  |  |  |  |  |  |  |  |  |  |  |  |  |  |  |  |  |  |  |  |  |  |  |  |  |  |
|  |  |               |               |               |               |               |               |  |  |                   |                   |                   |                   |                   |                   |  |  | 부르봉방돔 가        | 부르봉방돔 가        | 부르봉방돔 가        | 부르봉방돔 가        | 부르봉방돔 가        | 부르봉방돔 가        |  |  | 몽팡시에 공작   | 몽팡시에 공작   | 몽팡시에 공작   | 몽팡시에 공작   | 몽팡시에 공작   | 몽팡시에 공작   |  |  |  |  |  |  |  |  |  |  |  |  |  |  |  |  |  |  |  |  |  |  |  |  |  |  |  |  |
|  |  |               |               |               |               |               |               |  |  |                   |                   |                   |                   |                   |                   |  |  |                      |                      |                      |                      |                      |                      |  |  |                 |                 |                 |                 |                 |                 |  |  |  |  |  |  |  |  |  |  |  |  |  |  |  |  |  |  |  |  |  |  |  |  |  |  |  |  |
|  |  |               |               |               |               |               |               |  |  |                   |                   |                   |                   |                   |                   |  |  | 프랑스와 나바라의 왕 | 프랑스와 나바라의 왕 | 프랑스와 나바라의 왕 | 프랑스와 나바라의 왕 | 프랑스와 나바라의 왕 | 프랑스와 나바라의 왕 |  |  | 콩데 가문       | 콩데 가문       | 콩데 가문       | 콩데 가문       | 콩데 가문       | 콩데 가문       |  |  |  |  |  |  |  |  |  |  |  |  |  |  |  |  |  |  |  |  |  |  |  |  |  |  |  |  |
|  |  |               |               |               |               |               |               |  |  |                   |                   |                   |                   |                   |                   |  |  | 프랑스와 나바라의 왕 | 프랑스와 나바라의 왕 | 프랑스와 나바라의 왕 | 프랑스와 나바라의 왕 | 프랑스와 나바라의 왕 | 프랑스와 나바라의 왕 |  |  | 콩데 가문       | 콩데 가문       | 콩데 가문       | 콩데 가문       | 콩데 가문       | 콩데 가문       |  |  |  |  |  |  |  |  |  |  |  |  |  |  |  |  |  |  |  |  |  |  |  |  |  |  |  |  |
|  |  |               |               |               |               |               |               |  |  |                   |                   |                   |                   |                   |                   |  |  |                      |                      |                      |                      |                      |                      |  |  |                 |                 |                 |                 |                 |                 |  |  |  |  |  |  |  |  |  |  |  |  |  |  |  |  |  |  |  |  |  |  |  |  |  |  |  |  |
|  |  |               |               |               |               |               |               |  |  | 콩데 공작         | 콩데 공작         | 콩데 공작         | 콩데 공작         | 콩데 공작         | 콩데 공작         |  |  | 콩티 공작            | 콩티 공작            | 콩티 공작            | 콩티 공작            | 콩티 공작            | 콩티 공작            |  |  | 수아송 백작     | 수아송 백작     | 수아송 백작     | 수아송 백작     | 수아송 백작     | 수아송 백작     |  |  |  |  |  |  |  |  |  |  |  |  |  |  |  |  |  |  |  |  |  |  |  |  |  |  |  |  |

이로인해, 부르봉 가문의 남계 상속자는 1527년부터 부르봉방돔 가문에 속하게 되어 1537년에 사망한 방돔 공작 샤를로 이어졌다. 샤를은 프랑스의 왕에게 충성을 했지만, 그럼에도 프랑수아 1세는 그의 부르봉 가 상속과 알랑송 공작 샤를 4세의 여동생이기도 했던 그의 아내 프랑수아즈 달랑송의 상속 또한 인정하지 않았다. 샤를의 아들 방돔 공작 앙투안이 나바라의 왕 안토니오 1세가 되었고, 그의 아들 헨리케 3세는 프랑스의 왕 앙리 4세가 되었다. 오늘날 모든 부르봉 가문 출신들은 그의 후손들이다. 새롭게 군림한 왕가인 부르봉방돔 가는 짧게 부르봉 가문으로 불린다.

### 1523년 이후: 개인 작위
1523년부터 1544년까지 부르봉 공작은 없었다. 1523년에 프랑수아 1세의 어머니인 루이즈 드 사부아는 아이 없이 사망한 쉬잔 드 부르봉의 영지 상속을 주장했다. 그녀는 그녀의 어머니 마르그리트 드 부르봉로부터 내려운 부르봉 가문의 후손으로서, 혈육적 우선권으로 상속을 주장했었다. 왕의 어머니를 이기는 것이 어렵다고 판단한 부르봉 공작 샤를 3세는 신성 로마 제국 황제 카를 5세 밑에서 활동했다. 1531년 부르봉 공작령은 처음으로 프랑스 왕가의 땅으로 합병되었다.
- 1544–1545: 오를레앙 공작 샤를 - 프랑수아 1세의 막내 아들로, 아이를 두지 못 하여 작위가 왕가에 돌아갔다.
- 1566–1574: 앙주 공작 앙리 - 샤를 9세의 막내 아들로, 1574년에 왕위에 오르며, 작위는 왕위에 합쳐졌다.

부르봉 공작 작위는 1661년 콩데 공작 루이에게 주어졌다. 그의 후손들 대부분은 그들의 예우적 작위인 콩데 공작을 사용하는걸 선호했다. 그것 때문에 부르봉 공작 작위는 일부 콩데 공작의 후손들을 위한 예우적 작위가 되었다.
- 1661–1667: 콩데 공작 루이
- 1667–1670: 앙리 드 부르봉 (Henri de Bourbon) - 전임자의 손자로서, 유아때 사망했다
- 1670–1709: 콩데 공작 루이 - 전임자의 형제
- 1709–1736: 부르봉 공작 루이 앙리 - 전임자의 아들
- 1736–1772: 콩데 공작 루이 조제프 - 전임자의 아들
- 1756–1830: 부르봉 공작 루이 앙리 - 전임자의 아들로서, 1830년에 사망함으로, 콩데 가문은 단절되었다.

### 1793년 이후: 예우상 작위
- 1950–1975: 알폰소 데 보르본 이 당피에르 (Alfonso de Borbón y Dampierre, 1936–1989) - 앙주 공작이자 카디스 공작
- 1975–1984: 프란시스코 데 아시스 데 보르본 이 마르티네스-보르디우(Francisco de Asís de Borbón y Martínez-Bordiú, 1972–1984) - 전임자의 아들로, 옛 브르타뉴 공작
- 1984–현재: 루이스 알폰소 데 보르본 이 마르티네스-보르디우 (Luis Alfonso de Borbón y Martínez-Bordiú 1974–현재) - 전임자의 형제이며, 앙주 공작이자 옛 투렌의 공작

## 같이 보기
- 부르봉방돔 가
- 부르봉몽팡시에 가
- 부르봉 공작부인